# Chrysometa boquete
Chrysometa boquete là một loài nhện trong họ Tetragnathidae.
Loài này thuộc chi Chrysometa. Chrysometa boquete được Herbert W. Levi miêu tả năm 1986.